# 平川タロー・ジロー
平川タロー・ジロー（ひらかわたろー・じろー）は、平川タロー（現taRo）と平川ジローによるお笑いコンビ。2004年（平成16年）5月にジローの死により事実上解散。
解散後はタローがピン芸人及び夫婦コンビとして活動している。2007年（平成19年）からは北山ヨシオと「オッサンパラダイス」として活動。

## メンバー
平川タロー（ひらかわ たろー、1965年（昭和40年）11月15日 - ）本名：岡田 一郎（おかだ いちろう）。
奈良県奈良市出身。趣味は飲酒。
相方の死後は、「タローとマイコ（妻・岡田舞子とのコンビ）」として芸を披露したり、ピン芸人「taRo」としても活動している。現在はピン芸人としての活動が中心であるが、メディアへの露出は全くと言っていいほどない。
平川ジロー（ひらかわ じろー、1965年（昭和40年）11月11日 - 2004年（平成16年）5月28日）本名：大森 洋司（おおもり ひろし）。
香川県出身、奈良県奈良市育ち。2004年（平成16年）5月28日に福井県内のドライブインの駐車場で睡眠薬自殺。享年38。前日から連絡がつかなくなって捜索願が出ており、遺書などは見つかっていないが家族関係などで悩みを抱えていたという。なお、命日は5月28日だが実際は6月3日に発見された。

## 概要
所属は吉本興業。2人は同級生である。
1984年（昭和59年）4月にコンビを結成。1988年（昭和63年）にWヤングの平川幸男に弟子入りする。
一時期、コンビ名を「オズ」としていたが、暫くしてから「平川タロー・ジロー」に戻した。改名の理由は分かっていない。
2004年（平成16年）5月に平川ジローが睡眠薬自殺、コンビは事実上解散となった。その後、タローは「taRo」と改名して、現在も舞台などで活動中である。また、妻とのコンビ「タローとマイコ」としても活動している。
なお師匠の平川幸男も、相方（中田軍治）を自殺で失っている。

## その後
2009年（平成21年）頃 タローはバイト先の客でまったくの素人だった北山ヨシオに声を掛け、新コンビオッサンパラダイス結成。北山はそのまま平川門下となる。

## 受賞歴
- 平成元年度 第20回 NHK上方漫才コンテスト 優秀賞（1990年）

## 出演番組
- 絶対！タロー・ジロー宣言！（2004年3月30日 - ? 、ラジオ大阪）毎週火曜日24時より24時30分の放送だった。